# كريس أدلر
كريس أدلر (بالإنجليزية: Chris Adler)‏ (و. 1972 – م) هو طبال، وموسيقي، من الولايات المتحدة الأمريكية، ولد في ريتشموند.

## التعليم
تعلم في جامعة كومنولث فرجينيا.

## وصلات خارجية
- كريس أدلر على موقع IMDb (الإنجليزية)
- كريس أدلر على موقع ميوزك برينز (الإنجليزية)
- كريس أدلر على موقع أول ميوزيك (الإنجليزية)
- كريس أدلر على موقع ديسكوغز (الإنجليزية)
- كريس أدلر على موقع قاعدة بيانات الفيلم (الإنجليزية)
- كريس أدلر على موقع كينوبويسك (الروسية)